# Vasile Micu
Vasile Micu (18 octombrie 1938, Olișcani, Șoldănești, Regatul României – 22 august 2019, Chișinău, din R. Moldova) a fost un agronom moldovean, specialist în genetică aplicată și agroecologie, care a fost ales ca membru titular al Academiei de Științe a Moldovei.